# Ewige Suppe
Die Ewige Suppe (englisch perpetual stew, französisch marmite éternelle oder marmite perpétuelle ‚Ewiger Topf‘) ist ein Eintopfgericht ähnlich dem Pot au Feu, bei dem die Brühe im Kochtopf verbleibt und dort köchelt, während die entnommene Einlage ersetzt wird. Die Brühe wird zur Reinigung des Topfes oder zur Kühlung auch entnommen.

## Beschreibung
Die Ewige Suppe soll nach der Historikerin Reay Tannahill in englischen mittelalterlichen Gasthäusern verbreitet gewesen und nur selten, etwa zur Fastenzeit ohne Fleisch ganz neu aufgesetzt worden sein. Mögliche Zutaten umfassten beispielsweise Brot, Bier, Hasen, Hühner, Tauben, (gepökeltes) Schweinefleisch, saisonales Gemüse wie Kohl, Rüben oder Zwiebeln. Allerdings fehlen hierzu Primärquellen.
Einer Anekdote aus der Zeit der Restauration zufolge sollen Charles-Jean-François Hénault und Marie de Vichy Chamrond sich über eine verkochte Poularde beschwert haben. Darauf soll ihnen empfohlen worden sein, Fleisch aus einem marmite éternelle zu kosten, da dieses durch die reduzierte Brühe an Geschmack gewinnt.
Alexandre Balthazar Laurent Grimod de la Reynière berichtet 1803 von einem Schnellimbiss auf der rue des Grands Augustins, dessen marmite éternelle, in dem Kapaune gekocht werden, seit den 1720er Jahren (85 Jahre lang) Tag und Nacht gekocht haben soll. Während seines Aufenthalts in Paris um 1820 klagt Thomas Moore: 

„All vanish'd for ever - their miracles o'er,

And the Marmite Perpétuelle bubbling no more!“

„Ach, Alles wär’ hin und von Wundern nun leer,

und der Marmite Perpétuelle sprudelt nicht mehr!“

Ein Freelancer der New York Times, Arthur Prager, berichtete 1981 von seinem Ewigen Topf, dessen Brühe er seit 21 Jahren durchgehend verwendet. Hier wurde der Topf jedoch nicht dauerhaft, sondern nur zweimal pro Woche erhitzt. Auch erwähnt er einen solchen in der Normandie, der seit dem 17. Jahrhundert in Verwendung sein soll, sowie einen in Perpignan, der fünf Jahrhunderte lang bis in den Zweiten Weltkrieg betrieben worden sein soll.

## Belletristik
Im Kinderbuch Jock of the Bushveld (1907) beschreibt James Percy FitzPatrick einen hunter's pot („Jägertopf“), eine Ewige Suppe, in der das Fleisch des geschossenen Wilds gekocht wird. Durch ständiges Auskochen von Markknochen erhält das Gericht bei Abkühlung die Konsistenz von Presswurst.
In dem Roman Mutafo (1956) von Ehm Welk lässt der Autor den gleichnamigen Seemann seine ewige Suppe ausgeschmückt beschreiben: „Ohne mich rühmen zu wollen, kann ich sagen, dass mein Suppenkessel fünf Monate lang immer mit derselben Suppe auf dem Feuer gestanden hat, ohne je sauer zu werden. Jeder Tag kam etwas Neues hinein, eine Handvoll Bohnen, eine Mütze Dörrzwiebeln, ein paar Fische, Pilze, Blaubeeren, Kohl, Gurken, Äpfel oder eine Handvoll Salz. Es war eine ‚ewige Suppe‘ von erlesenem, pikanten Geschmack.“

## 21. Jahrhundert
Einige Restaurants Ostasiens verwenden Ewige Suppen als Brühe seit Jahrzehnten, darunter ein Oden-Restaurant in Taitō-ku und das renommierte Thai-Restaurant „Wattana Panich“ in Bangkok. Dabei wird die Brühe zur Reinigung des Topfes entnommen.
Das portugiesisch inspirierte Restaurant „Louro“ in West Village (New York City) setzte im Jahr 2014 eine Brühe als Ewige Suppe an, die mit ihrem hohen Umamigehalt als Grundlage für Suppen und Saucen verwendet wurde. Es wurden vor allem Reste wie Kürbisschalen, Fleischabschnitte und Schalen von Krustentieren verwendet. Dieser Ewigen Suppe gab das Restaurant eine eigene Identität mit dem Namen „Stu“ und dem Twitter-Handle @perpetual_stew. Das Restaurant ist inzwischen geschlossen.